# Rhyacodrilus brevidentatus
Rhyacodrilus brevidentatus är en ringmaskart som beskrevs av Brinkhurst 1965. Rhyacodrilus brevidentatus ingår i släktet Rhyacodrilus och familjen glattmaskar. Inga underarter finns listade i Catalogue of Life.